# Cleveland Thomas
Cleveland Joseph Thomas jr. (Baton Rouge, 2 dicembre 1993) è un cestista statunitense.

## Palmarès
- Alpe Adria Cup: 1

Zlatorog Laško: 2017-18